# Triphora foldatsii
Triphora foldatsii là một loài thực vật có hoa trong họ Lan. Loài này được Carnevali miêu tả khoa học đầu tiên năm 1984.